# 이토 도모히코
이토 도모히코(일본어: 伊藤 友彦, 1978년 5월 28일 ~ )는 일본의 전 축구 선수이다.

## 구단 경력
과거 방포레 고후, 쇼난 벨마레, 세레소 오사카에서 활동하였다.